# Czesław Kasprzykowski
Czesław Kasprzykowski (ur. 15 listopada 1886; zm. 15 grudnia 1961) – działacz Badaczy Pisma Świętego, początkowo przedstawiciel Towarzystwa Strażnica, od 1927 roku organizator Świeckiego Ruchu Misyjnego „Epifania” w Polsce, w 1935 roku założył Stowarzyszenie Badaczy Pisma Świętego. Pośmiertnie odznaczony medalem Sprawiedliwy wśród Narodów Świata.

## Życiorys

### Działalność niepodległościowa
W 1905 roku gdy Polska znajdowała się pod zaborami, jeszcze przed wybuchem rewolucji, został ujęty z bronią w ręku jako działacz niepodległościowy. Próbując uniknąć wysokiej kary za działalność polityczną, pozostawał na obserwacji szpitalnej przez dwa lata, gdzie symulował chorobę psychiczną. Mimo to w 1907 roku za działalność niepodległościową został zesłany na Sybir, skąd po rocznym pobycie zbiegł. Pozbawiony dokumentów i środków finansowych na przedostanie się do Królestwa Kongresowego przyjął pomoc pewnego Żyda, który w Moskwie pomógł mu kupić bilet. Dzięki temu w 1908 roku znalazł się we Lwowie w Galicji.
W 1912 roku wyjechał do Ameryki, pozostawiając w Polsce żonę. W Ameryce został baptystą, a następnie przyjął wierzenia Badaczy Pisma Świętego.

### Towarzystwo Strażnica
W 1916 roku był jednym z mówców na polskiej konwencji Badaczy Pisma Świętego w Toledo, która odbyła się w dniach 27–30 maja, z udziałem Charlesa T. Russella. W 1919 roku został prezesem korporacji Strażnica – Towarzystwo Biblijne i Broszur założonej w Detroit, która była polską filią Towarzystwa Strażnica. W 1920 roku zarząd główny polskiej filii Towarzystwa Strażnica w Detroit przysłał do Polski Cz. Kasprzykowskiego i W.S. Kołomyjskiego jako swoich przedstawicieli. Gdy po chorobie W.S. Kołomyjski wrócił do Ameryki, Czesław Kasprzykowski pozostał w Polsce jako przedstawiciel Towarzystwa Strażnica w latach 1920–1924. W 1920 roku jako przedstawiciel Towarzystwa doprowadził do zarejestrowania Stowarzyszenia Badaczy Pisma Świętego – Grupa II. W roku 1921 utworzył pierwsze biuro Towarzystwa Strażnica w Polsce w zakupionym przez siebie lokalu przy ul. Chmielnej 67/4 w Warszawie.
10 sierpnia 1922 roku Czesław Kasprzykowski wraz z Wacławem Narodowiczem i Franciszkiem Puchałą w sali krakowskiego zboru Badaczy Pisma Świętego przy ul. Kącik uczestniczył w dyspucie z teologami jezuickimi: Janem Rostworowskim, Józefem Gliwą, Stanisławem Chodoleńskim, którym towarzyszył prawnik Adam Konopka. Treść tej dysputy, która z woli jezuitów odbyła się przy drzwiach zamkniętych jedynie w obecności kilku świadków i stenotypistek, została wydana w formie broszury pt. „Bitwa na niebie” w nakładzie 10 000 egzemplarzy i licznych dodrukach.
15 stycznia 1924 roku złożył rezygnację z funkcji przedstawiciela Międzynarodowego Stowarzyszenia Badaczy Pisma Świętego, a 15 grudnia 1924 roku przestał wykonywać swoje obowiązki. W 1925 roku, gdy podziały w zborach Badaczy Pisma Świętego wyraźnie się zaznaczyły, Czesław Kasprzykowski stał się jawnym przeciwnikiem Towarzystwa Strażnica i w kwietniu tego roku został usunięty z grupy Badaczy Pisma Świętego związanej z Towarzystwem Strażnica. Po nim jako przedstawiciel Towarzystwa Strażnica został wydelegowany na krótko do Polski Wacław Wnorowski.

### Świecki Ruch Misyjny „Epifania”
Za namową Osińskiego w 1927 roku Kasprzykowski zaproponował współpracę Paulowi S.L. Johnsonowi. Doprowadziło to do przejęcia przez zarejestrowane na Kasprzykowskiego Stowarzyszenie Badaczy Pisma Świętego – Grupa II sali zebrań w Warszawie przy ulicy Hożej 35 oraz przekształcenie grupy Kasprzykowskiego w Stowarzyszenie Badaczy Pisma Świętego – Grupa II „Epifania” (LHMM). W 1931 roku grupa zborów powiązanych z Kasprzykowskim przyjęła nazwę Świecki Ruch Misyjny „Epifania”. Sam Czesław Kasprzykowski w 1930 roku został przedstawicielem P.S.L. Johnsona i LHMM na Polskę, pełniąc tę funkcję do 31 marca 1936.
W 1928 roku Kasprzykowski był sądzony w Łodzi w sprawie o bluźnierstwo i skazany na 6 miesięcy więzienia. Został zwolniony po złożeniu apelacji, jednak z powodu aresztowania nie mógł zorganizować konwencji ŚRME w 1928 roku, na które przyjechał P.S.L. Johnson.
Gdy w 1936 roku Johnson pozbawiał Kasprzykowskiego funkcji przedstawiciela LHMM, zarzucił mu głównie zagarnięcie funduszy przeznaczonych na działalność LHMM, pobieranie zbyt wysokiej pensji, liczne odstępstwa doktrynalne oraz chęć przejęcia kontroli nad zborami ŚRME w Polsce. W latach 1936–1937 Kasprzykowski stał się otwartym przeciwnikiem Johnsona. Pod pseudonimem Krukowski wydał broszurę „Agape Dobrego Pasterza” w której przeciwstawiał się nauczaniu Johnsona. Po Kasprzykowskim przedstawicielem LHMM w Polsce został Wiktor Stachowiak.

### Stowarzyszenie Badaczy Pisma Świętego
Opuszczając ŚRME, Czesław Kasprzykowski pociągnął za sobą członków siedmiu epifanicznych zborów: w Warszawie, Łodzi, Bydgoszczy, Lublinie, Holendrach, Bereżcach i Pawłowie, oraz kilku czołowych działaczy LHMM (pielgrzymów i ewangelistów), co dało zalążek Stowarzyszeniu Badaczy Pisma Świętego. Prawną podstawą działania Stowarzyszenia BPŚ był ten sam dokument rejestracji Stowarzyszenia Badaczy Pisma Świętego – Grupa II, którym posługiwał się najpierw jako przedstawiciel Towarzystwa Strażnica, a następnie przedstawiciel ŚRME. Pozostał związany ze Stowarzyszeniem BPŚ, usługując w zborze w Warszawie. Po śmierci Cz. Kasprzykowskiego, w czerwcu 1967 roku, Stowarzyszenie Badaczy Pisma Świętego oraz wdowa po nim uregulowali jego rachunki finansowe dotyczące Świeckiego Ruchu Misyjnego Epifania.

#### Sprawiedliwy wśród Narodów Świata
W trakcie trwania II wojny światowej w swoim gospodarstwie w Dawidach Bankowych pod Warszawą Czesław Kasprzykowski wraz z żoną Sylwią z narażeniem życia swojego oraz rodziny ukrywali pięć osób narodowości żydowskiej. Miesiąc przed wybuchem powstania w getcie warszawskim dwie osoby uciekły z getta i w maju 1943 roku zostały skierowane do Kasprzykowskich. Zapewnili oni schronienie również trzem innym osobom do stycznia 1945 roku, gdy teren wyzwoliła Armia Czerwona. Po wojnie ukrywana przez Kasprzykowskich żydowska dziewczyna o imieniu Lucia, poślubiła jednego z ich synów.
Po powstaniu państwa Izrael ocaleni przez rodzinę Kasprzykowskich Żydzi wystąpili do Instytutu Pamięci Narodowej Yad Vashem w Jerozolimie o nadanie im odznaczenia Sprawiedliwy wśród Narodów Świata, które nadano obojgu małżonkom 28 kwietnia 1996 (nr 7064). Nadane pośmiertnie odznaczenie z rąk ambasadora Izraela w Warszawie odebrał w 1996 roku jego syn Bogusław wraz z żoną Sylwią.